# Shirakaba

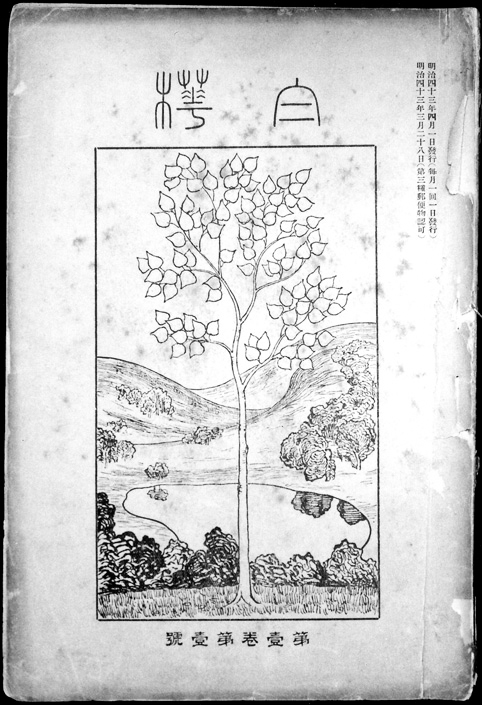
Titelblatt der ersten Ausgabe der Zeitschrift Shirakaba (1910), eine Birke zeigend. (Gezeichnet von Kojima Kikuo)

Shirakaba (japanisch 白樺, dt. Weißbirke) ist der Name einer japanischen Literaturzeitschrift, die von April 1910 bis 1923 in Tokyo herausgegeben wurde. Die Zeitschrift war das Organ einer gleichnamigen Künstler- und Schriftstellergruppe, der Shirakaba-ha (白樺派). Zur Shirakaba-Gruppe und den Mitwirkenden an der Zeitschrift gehörten Saneatsu Mushanokōji, der auch als Kopf und Organisator der Zeitschrift gilt, Shiga Naoya, Ōgimachi Kinkazu, Arishima Takeo, Ton Satomi, Ikuma Arishima und Kinoshita Rigen. Grundgedanken der Gruppe und ihrer Zeitschrift, die während des Ersten Weltkriegs eine wichtige Rolle in der japanischen Literatur spielten, waren Individualismus und Liberalismus. Bis August 1923 erschienen insgesamt 160 Nummern des Heftes, die bereits geplante Nummer 161 jedoch wurde aufgrund der Auswirkungen des Großen Kantō-Erdbebens nicht mehr veröffentlicht und die Zeitschrift wurde eingestellt. Die Zeitschrift beeinflusste durch die Vorstellung europäischer Kunst, etwa von Auguste Rodin und Paul Cézanne auch japanische Künstler.